# Байрак (Волчанский район)
Байра́к (укр. Байрак) — село,
Рубежненский сельский совет,
Волчанский район,
Харьковская область.
Код КОАТУУ — 6321687202. Население по переписи 2001 года составляло 42 (16/26 м/ж) человека.

## Географическое положение
Село Байрак находится в верховьях балки Рубежная,
в 2-х км от села Замуловка и в 3-х км от села Варваровка.
По селу протекает несколько пересыхающих ручьёв, на которых сделано несколько запруд.
К селу примыкает несколько лесных массивов, в том числе лес Заломный (дуб).

## История
- 1785 — дата основания хутора Андренкова на возвышенности между балками Дубинская[6] и Землянка[7] в верховьях балки Рубежная на её правом склоне.[5]
- В самом конце 18 века был основан хутор Дубинск восточнее Байрака ниже по балке Рубежная на её левом склоне, напротив Долгого Яра.[8]
- В середине 19 века Байрак назвался Андренков хутор[1]
- В 1920-х(?) годах хутор Дубинск был переименован в Бугро́вку.
- В 1940 году, перед ВОВ, в Байраке были 115 дворов, два пруда, два колодца, лесничество и свой сельсовет;[2] в расположенной восточнее Бугровке, позднее присоединённой к Байраку, насчитывалось 11 дворов.[9]
- Село сильно пострадало в результате боевых действий с конца октября 1941 по начало августа 1943 года. Оно много раз переходило из рук в руки, особенно с начала марта по начало июня 1942 года, когда находилось на советском Старосалтовском плацдарме.[10] Весной 1942 года в результате боевых действий в селе были уничтожены все дома.[10] В боях погибли более 420 советских воинов.
- После ВОВ хутор Бугровка был присоединён к Байраку.
- В 1992 году село относилось к рубежанскому колхозу «Украина»; в нём находилась вторая молочно-товарная ферма (МТФ № 2) колхоза.[11]

## Происхождение названия
Слово байрак происходит от тюркского «балка»; так обычно называется сухой, неглубоко взрезанный овраг, зачастую зарастающий травой либо широколиственным лесом.
Слово байрак распространено на юге Европейской части СССР, в лесостепной и степной зоне. От названия «байрак» происходит название байрачных лесов, где растут обычно следующие породы деревьев — дуб, клён, вяз, ясень, липа.
На территории Украины имелись минимум 19 сёл и посёлков с названием Байрак, из них шесть — в Харьковской области в её современных границах.

## Экономика
- В селе есть молочно-товарная ферма (заброшенная).

## Достопримечательности
- Братская могила советских воинов, павших в боях 1941—1943 годов. Похоронены 428 павших воинов.